# Francis Gruber
Francis Gruber (født 15. marts 1912 i Nancy; død 1. december 1948 i Paris) var en fransk maler, der sættes i forbindelse med en tendens i fransk maleri : 'misérabilismen', med bevægelsen Nouveau Réalisme og gruppen Force nouvelles.
Mens mange af hans samtidige malerkolleger slog ind på en mere abstrakt vej, hentede Gruber inspiration fra blandt andre Hieronymus Bosch, Albrecht Dürer og Jacques Callot (1592-1635), tegner og grafiker fra Lorraine.
| - Værker af Francis Gruber - Nydelsen ved at fiske, 1930/31 - Fontæne i Vence, 1933 - Nøgen kvinde i atelieret, ca. 1938 - Job, 1944 - Nøgen mand, 1945 - Atelier, 1945 - Siddende kvinde, 1944 Nu assis à la chaise verte - Kanalen, 1946 - Nøgen kvinde i landskab, 1948 - Kvinde på seng, 1948 |